# Jazz Goes to Town
Jazz Goes to Town je hudební festival, který se každoročně, v říjnu, koná v Hradci Králové. Je věnován tradičnímu jazzu a jeho různým odvozeninám: blues, fusion, funky jazz, be-bop, free jazz. Vznikl roku 1995. Festival se koná na různých místech Hradce (Divadlo Drak, Kongresové centrum Aldis, kluby, ale i ulice města). Na festivalu vystupují tuzemští a zahraniční umělci.